# هالیوود پیشا-کد

عکس تبلیغاتی (۱۹۳۱)، دوروتی مک‌کیل در نقش منشی‌ای که روسپی می‌شود، امن در جهنم فیلم پیشا-کدِ برادران وارنر

فیلم‌هایی چون دشمن مردم (۱۹۳۱) پروتاگونیست ضدقهرمان و جنایتکار را توانستند به نمایش گذارند.

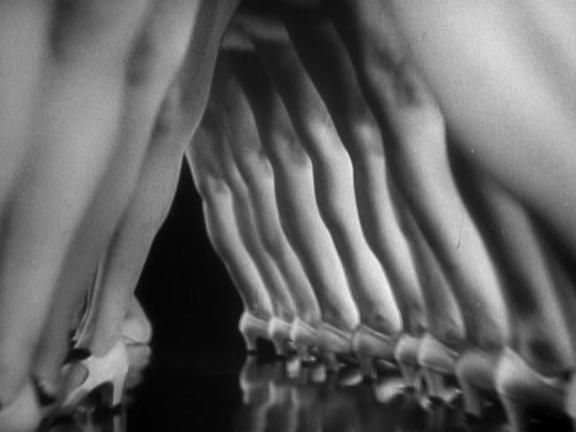
خیابان ۴۲ در دیالوگ‌های خود امتیازاتی به کد هیز داد، ولی همچنان تصاویر اغواکننده به نمایش گذاشت.

هالیوود پیشا-کد (انگلیسی: Pre-Code Hollywood) دوره‌ای کوتاه در صنعت سینمای آمریکا بود که در فاصلهٔ پذیرشِ گستردهٔ صدا در فیلم (در سال ۱۹۲۹) و اجرایِ کد تولید تصاویر متحرک — دستورالعمل‌های سانسور که به «کد هیز» مشهور بودند — (در اواسط سال ۱۹۳۴) گذشت. اگرچه این کد در سال ۱۹۳۰ تصویب شد، ولی نظارت بر آن ضعیف بود، و تا زمان تأسیس «ادارهٔ کد تولید» در ۱ جولای ۱۹۳۴، اجرایِ دقیقی نمی‌شد. قبل از آن تاریخ، محتوای فیلم‌ها بیشتر به واسطهٔ قانون‌های محلی، مذاکرات بین «کمیتهٔ روابط استودیو» و استودیوهای اصلی، و نظرات عمومی محدود می‌شد، و نه با رعایت «کد هیز» که اکثراً توسط فیلمسازان هالیوود نادیده گرفته می‌شد.
در نتیجه، برخی از فیلم‌ها در اواخر دههٔ ۱۹۲۰ و اوایل دههٔ ۱۹۳۰ نمایشگر یا اشاره‌گرِ مضامینی چون کنایهٔ جنسی، روابطِ احساسی-جنسیِ بین‌نژادی، دشنام‌گویی، سوءمصرف مواد، بی‌بندوباری، روسپی‌گری، خیانت، سقط جنین، خشونت، و همجنس‌گرایی هستند. شخصیت‌های شرور از اعمالشان سود می‌برند، در بعضی موارد بدون هیچ عواقب قابل‌توجهی. برای مثال، گانگسترها در فیلم‌هایی چون دشمن مردم، سزار کوچک، و صورت‌زخمی نزدِ خیلی‌ها قهرمان بودند، و نه پلید. شخصیت‌هایِ زنِ قدرتمند در همه جا حضور داشتند، در فیلم‌های پیش-از-کدی مانند: زن، بچه‌رو، و زن سرخ‌سر (۱۹۳۲). در کنار نمایشِ شخصیت‌هایِ زنِ قوی‌تر، فیلم‌ها موضوعات زنانه‌ای را بررسی می‌کنند که تا دهه‌های بعد در سینمای آمریکا به سراغشان نمی‌روند. بسیاری از بزرگ‌ترین ستارگان هالیوود شروع کارشان در این دوره بود: کلارک گیبل، بت دیویس، باربارا استنویک، جون بلاندل، و ادوارد جی. رابینسون. ستارگان دیگری که در این دوره سرآمد بودند، مانند روث چترتن (که به انگلستان رفت) و وارن ویلیام (به او «پادشاه پیشا-کد» می‌گفتند، که در سال ۱۹۴۸ درگذشت) در طیِ یک نسل توسط عموم مردم فراموش می‌شوند.

## خاستگاه کد (۱۹۱۵–۱۹۳۰)

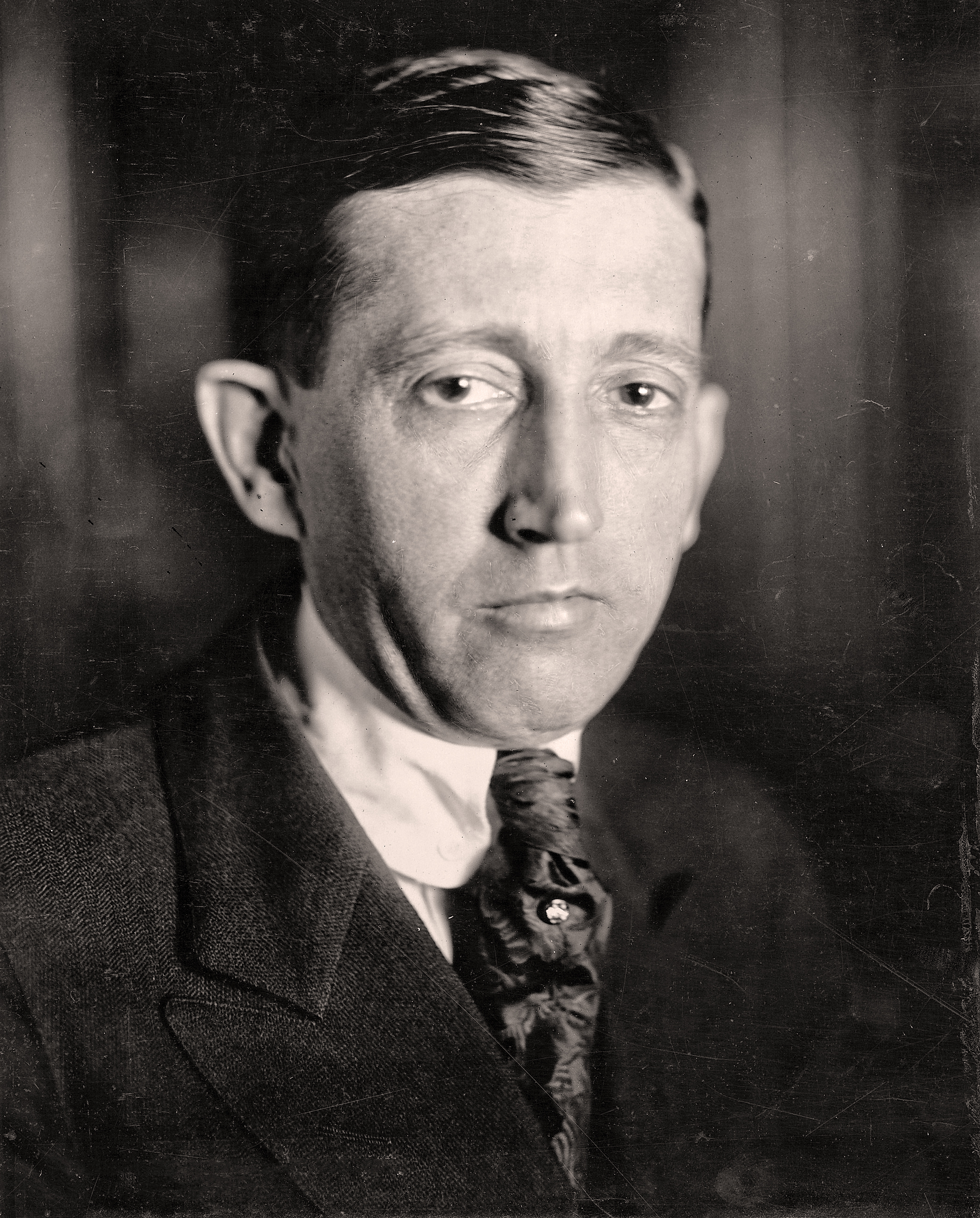
در سال ۱۹۲۲ «ویل» هیز به استخدام استودیوها درآمد تا پس از مجموعه‌ای از رسوایی‌ها، به خصوص دادگاه تجاوز و قتل راسکو آربوکل، کمکی باشد برای پاکسازیِ تصویر «شهر گناه» شان.

### نخستین تلاش‌ها برای کد
در سال ۱۹۲۲ پس از نمایش چند فیلم با مضامین جنسی و مجموعه‌ای از رسوایی‌هایِ جدا از پردهٔ ستارگان هالیوود، استودیوها برای بازسازی تصویر عمومیِ هالیوود، فردی از جامعهٔ مذهبی با نام ویلیام هِیز را به کار گرفتند. هیز که بعدها به «تزار» سینما معروف شد، دستمزد سخاوتمندانه‌ای در آن زمان دریافت می‌کرد: ۱۰۰۰۰۰ دلار در سال (معادل بیش از ۱/۴ میلیون دلار در سال ۲۰۱۵). هیز که پیش از آن رئیس اداره پست آمریکا در زمان ریاست‌جمهوری وارن جی. هاردینگ، و همچنین رئیس «کمیتهٔ ملی جمهوری‌خواهان» بود، به مدت ۲۵ سال ریاست انجمن سینمایی آمریکا را به عهده گرفت؛ و «از صنعت سینما در برابر حملات دفاع کرد، گفته‌های یک‌شبه شفابخشش را از بر خواند و برای پایان دادن به خصومت‌ها تا رسیدن به قرارداد مذاکره کرد.» هالیوود در واقع از تصمیمی تقلید کرد که سال پیش از آن لیگ برتر بیسبال آمریکا در استخدام قاضی لاندیس به عنوان کمیسر لیگ گرفته بود، اتخاذ این تصمیم برای فرو نشاندنِ قضایای مربوط به رسوایی شرط‌بندی بازی‌های جهانی بود؛ نیویورک تایمز هِیز را «لاندیس پرده» نامید.

## اوایل دوران فیلم صدادار

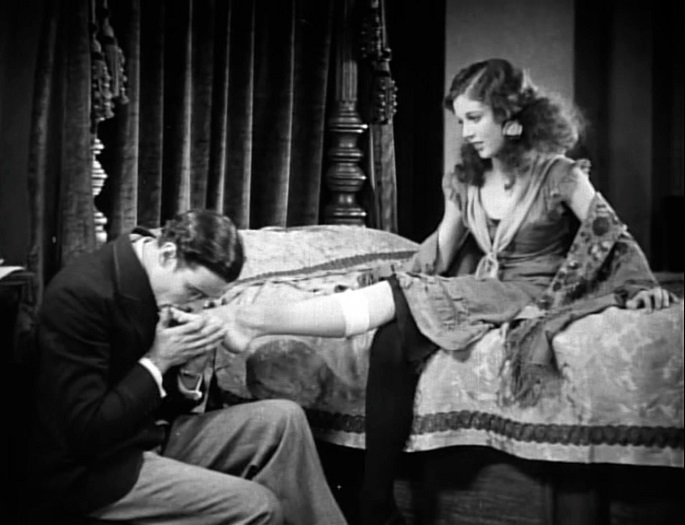
نیلس آستر در صحنه‌ای از بخند، دلقک، بخند (۱۹۲۸) پای لرتا یانگ ۱۵ ساله را می‌بوسد. صحنهٔ صامتِ پیشا-کد، قبل از رسمیت یافتن کد سال ۱۹۳۰.

اگرچه آزادسازی تمایلات جنسی در دههٔ ۱۹۲۰ در فیلم‌های آمریکایی افزایش یافته بود شروع دورهٔ پیش-از-کد را، آغاز دورهٔ فیلم صدادار در نظر می‌گیرند، یا معمولاً مارس ۱۹۳۰ که کد هیز برای اولین بار نوشته شد. با وجود اعتراضات اِن‌اِی‌اِم‌پی‌آی، نیویورک اولین ایالتی بود که با استفاده از رای دیوان عالی در پروندهٔ میوچوآل فیلم در مقابل اوهایو، در سال ۱۹۲۱ هیئت سانسور ایجاد کرد. سال بعد ویرجینیا همین روند را دنبال کرد، و هشت ایالت دیگر نیز تا زمان شروع فیلم‌های صدادار هیئت سانسور ایجاد کرده بودند.
بیشتر این هیئت‌ها بی‌تاثیر بودند. تا دههٔ ۱۹۲۰ صحنه‌های نمایش در نیویورک، که آثارشان بعداً به کارهای بر روی پرده منجر می‌شد، نمایش‌های برهنه داشت؛ اجراها پر از دشنام و گفتگوهای جنسی بود. در همان اوایل فرایند تغییر سیستم صوتی مشخص شد که آنچه در نیویورک قابل قبول است، در کانزاس نخواهد بود. در سال ۱۹۲۷، هیز به مدیران استودیو پیشنهاد داد که کمیته‌ای برای بحث دربارهٔ سانسور فیلم تشکیل دهند. اروینگ تالبرگ از مترو گلدوین مایر (ام‌جی‌ام)، سل ورتزل از فاکس فیلم، و ایو اچ. الن از پارامونت پیکچرز با همکاری در تهیه لیستی با عنوان نبایدها و مراقبت‌ها به این دعوت پاسخ دادند، این لیست بر اساس مواردی که هیئت‌های سانسور محلی به چالش کشیده بودند تنظیم شد و شامل یازده موردی بود که بهتر است از آنها اجتناب شود، و بیست و شش موردی که با دقت زیاد به کار گرفته شوند. کمیسیون فدرال تجارت این لیست را تأیید کرد، و هیز کمیتهٔ روابط استودیو (اس‌آرسی) را برای نظارت بر اجرای آن ایجاد کرد. با این حال هنوز راهی برای اجرای این اصول وجود نداشت. بحث و جدال بر سر استانداردهای فیلم، به سال ۱۹۲۹ به اوج خود رسید.
در دههٔ ۱۹۲۰ سیسیل بی. دمیل در افزایش بحث و جدل سکس در سینما نقش داشت. او با مرد و زن (۱۹۱۹) شروع به ساختن مجموعه‌ای از فیلم‌ها کرد که به بررسی سکس می‌پرداختند و بسیار موفق بودند. فیلمهایی با بازی کلارا بو (آن دختره اصلیِ هالیوود) مثل عزیز شنبه‌شب (که چهار روز قبل از سقوط بازار سهام در ۲۹ اکتبر ۱۹۲۹) اکران شد، جذابیت جنسی بو را برجسته می‌کردند. ستارگان دههٔ ۱۹۲۰ مانند بو، گلوریا سوانسون و نورما تلمج آزادانه جذابیت جنسی خود را به روشنی به نمایش می‌گذاشتند.

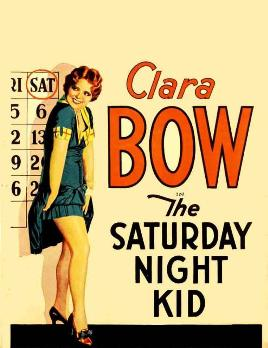
کلارا بو دامن خود را در پوستر فیلم عزیز شنبه‌شب (۱۹۲۹) بالا می‌برد. بالا بردن دامن یکی از کارهای اغواگرانه‌ای بود که هیز از آن بیزار بود.

## هالیوود در دوران رکود بزرگ
«رکود بزرگ» دوران یگانه‌ای برای فیلمسازی در ایالات متحده ایجاد کرد. فاجعه اقتصادی ناشی از سقوط بازار سهام در سال ۱۹۲۹ ارزش‌ها و باورهای آمریکایی را به روش‌های گوناگون دگرگون کرد. موضوعاتی چون استثناگرایی آمریکایی و مفاهیم سنتی چون موفقیت شخصی، اتکای به خود، غلبه بر مشکلات رواج خود را عمدتاً از دست دادند. به علت اطمینان دادن‌های توخالیِ مداومِ سیاستمداران در روزهای اول رکود، مردم آمریکا به شکل فزاینده‌ای خسته و بیزار بودند. بدبینی، به چالش کشیدن باورهای سنتی و جنجال سیاسی فیلمهای هالیوود در این دوره بازتاب گرایش‌های بسیاری از مخاطبانشان بود. همچنین شیوه زندگی بی‌دغدغه و ماجراجویانه دهه ۱۹۲۰ از دست رفت. اسکات فیتزجرالد در سال ۱۹۳۱ اظهار داشت: «پس از دو سال عصر جاز به اندازه دوران قبل از جنگ دور به نظر می‌رسید.» از جنبه‌ای که فیتزجرالد به قضیه اشاره می‌کند درک جو اخلاقی اوایل دهه ۱۹۳۰ پیچیده است. گرچه فیلم‌ها از آزادی بی‌سابقه‌ای برخوردار بودند و توانستند مواردی را نشان دهند که در چند دهه بعدی پنهان باقی ماندند، اما بسیاری در آمریکا به سقوط بازار سهام به عنوان محصول زیاده‌خواهی‌های دهه گذشته نگاه می‌کردند. با نگاهی به گذشته در دهه ۱۹۲۰، رویدادها بیش از پیش به عنوان پیش‌درآمد سقوط بازار دیده می‌شدند.

## فیلم‌های مشکلات اجتماعی
هیز و دیگران، برای مثال ساموئل گلدوین، به روشنی چنین احساس می‌کردند که تصاویر متحرک فرصتی برای فرار از واقعیات هستند که تأثیر مسکنی بر تماشاگران آمریکایی دارند. در دوره پیشاکد گلدوین گفته مشهوری داشت: «اگر می‌خواهید پیام بفرستید، برید وسترن یونیون.» گرچه ام‌پی‌پی‌دی‌اِی هنگامی که در سال ۱۹۳۲ در کنگره دربارهٔ فیلم‌های به اصطلاح «پیام (دار)» مورد سؤال قرار گرفت، موضع متفاوتی گرفت و ادعا کرد خواسته مخاطبان برای واقع‌گرایی‌ست که منجر به نمایش موضوعات ناخوشایند اجتماعی، قانونی و سیاسی شده است. طول فیلم‌های پیشاکد معمولاً نسبتا کوتاه بود، ولی این مسئله اغلب اثری بر تأثیر فیلم‌های پیام (دار) نداشت، تنها به محتوای فشرده‌تری نیاز وجود داشت.

### پخش‌های سیاسی
با توجه به شرایط اجتماعی، آن دسته از فیلم‌های مشکلات اجتماعی که گرایش سیاسی داشتند، سیاستمداران را مسخره می‌کردند و آنها را پرسروصدا و بی‌کفایت، رذل، و دروغگو به تصویر می‌کشیدند.

## فیلم‌های جنایی

### تولد گانگستر هالیوود
در اوایل دهه ۱۹۳۰ چندین مجرم واقعی چهره شدند. در میانشان دو نفر در ذهن‌ها ماندگار شدند: آل کاپون و جان دیلینجر. گانگسترهایی مانند کاپون تصویر همه شهرها را دگرگون کردند. کاپون شیکاگو را «به نمونه کلاسیک دنیای گانگسترها مشهور کرد، منظرِ شهری‌ای که در آن رودسترهای ضد گلوله که اوباش مسلسل به دست بر کنارشان سوار هستند رگباری از گلوله به شیشه گل‌فروشی شلیک می‌کنند و رقابت را در گاراژهای پر از خون فیصله می‌دهند». در سال ۱۹۳۰ کاپون روی جلد مجله تایم ظاهر گشت. حتی دو استودیوی اصلی هالیوود به او مبالغ هفت‌رقمی برای بازی در فیلم پیشنهاد کردند، ولی نپذیرفت.
برخی از منتقدین صورت‌زخمی (۱۹۳۲) را آتش‌زاترین فیلم گانگستری پیشاکد می‌دانند. کارگردان آن هاوارد هاکس و بازیگر اصلی آن پل مونی در نقش تونی کامونتی هستند، و تا حدی بر اساس زندگی آل کاپون ساخته شده و جزئیات زندگی او وارد داستان فیلم شده است. تولید صورت‌زخمی از همان ابتدا دچار مشکل شد. اداره هیز به هوارد هیوز (تهیه‌کننده) هشدار داد که فیلم را نسازد، و زمانی که فیلم در سال ۱۹۳۱ به پایان رسید، خواستار تغییرات زیادی در آن شد، از جمله پایانی که در آن کامونتی دستگیر، محاکمه، محکوم و اعدام شود. علاوه بر آن خواست که زیرنویس عنوان فیلم «شرم یک ملت» باشد. هیوز فیلم را برای چندین هیئت سانسور ایالتی فرستاد، و گفت امیدوار است نشان داده باشد که فیلم برای مبارزه با «تهدید گانگستر(ها)» ساخته شده است. پس از آنکه نتوانست موافقت هیئت سانسور نیویورک را جلب کند (حتی پس از تغییرات)، از آن شکایت کرد و برنده شد، و توانست فیلم را کمابیش به همان شکلی که می‌خواستند پخش کند. زمانی که سایر سانسورگران محلی از پخش نسخه تدوین‌شده جلوگیری کردند، اداره هیز جیسون جوی را برای اطمینان دادن به آنان فرستاد: دوره فیلم‌های گانگستری از این دست تمام شده است.
صورت‌زخمی خشم‌ها را برانگیخت، عمدتاً به خاطر خشونت بی‌سابقه‌اش، ولی علاوه بر آن به خاطر تغییر لحن از جدی به کمدی. «دِیو کر» در شیکاگو ریدر نوشت: فیلم به شکلی «کمدی و وحشت را ترکیب کرده که انگار چیکو مارکس با یک مسلسل روبه‌راه رها شده است».

## سکس در فیلم‌ها

### محتوا
در زن مطلقه (۱۹۳۰) بازیگر اصلی آن نورما شیرر، درمی‌یابد همسرش (با بازی چستر موریس)، به او خیانت کرده است. در واکنش، تصمیم می‌گیرد با بهترین دوست او (با بازی رابرت مونتگومری) رابطه برقرار کند. وقتی که مرد متوجه می‌شود، تصمیم به ترک زن می‌گیرد. پس از التماس برای ماندن، زن ناامیدی خود از او را آشکار می‌کند، و در یک لحظه اوج، میلِ خود به زندگی بدون ترس، آزادانه از نظر جنسی و بدون او را فاش می‌گوید.

## وحشت و علمی‌تخیلی
دکتر جکیل و آقای هاید (۱۹۳۱) با استفاده از نظریه‌های فروید (که در میان تماشاگران آن زمان مشهور بود) ساخته شد. فردریک مارچ نقش شخصیتِ دوگانه اصلی را بازی کرد. جکیل نمایانگر فراخود خونسرد، و هاید نمایانگر نهاد شهوت‌پرست. میریام هاپکینز خواننده طناز بار، ایوی پیرسون، در اوایل فیلم با نشان دادن بخش‌هایی از پاها و سینه‌اش جکیل را تحریک می‌کند. جوی احساس می‌کرد که صحنه «در واقع برای غلغلک تماشاگر کشدار شده است.» هاید با تهدید به خشونت ایوی را مجبور به رابطه جنسی می‌کند و وقتی ایوی می‌خواهد او را ترک کند، می‌زندش. او در برابر نامزد سازگار جکیل، میوریل (رز هوبارت) قرار می‌گیرد که سرشت پاکدامنش غریزه اصلی مارچ را برآورده نمی‌کند. دکتر جکیل و آقای هاید «باارزش‌ترین فیلم وحشت پیشا-کد» در نظر گرفته می‌شود. سانسورگران محلی بسیاری از صحنه‌های هاید و ایوی را به خاطر وسوسه‌برانگیز بودن آنها حذف کردند. در بسیاری از فیلم‌های پیشا-کد، به‌طور محرمانه‌ای، سکس با وحشت پیوند می‌خورد.

## یادداشت
1. ↑  جنگ جهانی اول

## واژگان
1. ↑  Hay's Code
2. ↑  Production Code Administration (PCA)
3. ↑  Studio Relations Committee (SRC)
4. ↑  Red-Headed Woman
5. ↑  Republican National Committee
6. ↑  Kenesaw Mountain Landis
7. ↑  Commissioner of Baseball
8. ↑  Black Sox Scandal
9. ↑  E. H. Allen
10. ↑  The Saturday Night Kid